# Hang Chat (huyện)
Hang Chat (tiếng Thái: ห้างฉัตร) là một huyện (amphoe) ở phía tây của tỉnh Lampang, miền bắc Thái Lan.

## Địa lý
Các huyện giáp ranh (từ phía đông bắc theo chiều kim đồng hồ): Mueang Lampang, Ko Kha, Soem Ngam của tỉnh Lampang và Mae Tha của tỉnh Lamphun.

## Lịch sử
Ban đầu tên là Hang Sat (หางสัตว์), it đã được đổi tên thành Hang Chat năm 1940.

## Hành chính
Huyện này được chia ra thành 7 phó huyện (tambon), các đơn vị này lại được chia thành 73 làng (muban). Hang Chat là một thị trấn (thesaban tambon) nằm trên một phần của tambon Hang Chat. Có 7 Tổ chức hành chính tambon.
| STT. | Tên            | Tên Thái | Số làng | Dân số |  |
| ---- | -------------- | -------- | ------- | ------ |  |
| 1.   | Hang Chat      | ห้างฉัตร   | 9       | 10.216 |  |
| 2.   | Nong Lom       | หนองหล่ม  | 9       | 5.266  |  |
| 3.   | Mueang Yao     | เมืองยาว  | 15      | 8.267  |  |
| 4.   | Pong Yang Khok | ปงยางคก  | 13      | 9.821  |  |
| 5.   | Wiang Tan      | เวียงตาล  | 11      | 8.778  |  |
| 6.   | Mae San        | แม่สัน     | 9       | 4.729  |  |
| 7.   | Wo Kaeo        | วอแก้ว    | 7       | 4.418  |  |